# Magentympanie
Die Magentympanie ist eine vor allem bei Meerschweinchenverwandten auftretende Erkrankung, die mit Gasansammlungen im Magen einhergeht und ohne Behandlung schnell lebensbedrohlich wird. Die Magentympanie bei Kaninchen wird als Trommelsucht bezeichnet.

## Entstehung
Ursachen für eine Magentympanie sind vor allem Fütterungsfehler wie blähende Futtermittel, junges Gras (hoher Proteinanteil) und plötzliche Futterumstellungen. Da die glatte Muskulatur des Magens bei Meerschweinchenartigen gering entwickelt ist und die Nahrung größtenteils durch neu aufgenommenes Futter „weitergeschoben“ wird, führt eine reduzierte Nahrungsaufnahme zu einer längeren Verweilzeit im Magen und kann eine Magentympanie auslösen. Auch Zahnerkrankungen, die zu einer ungenügenden Zerkleinerung der Nahrung und verminderten Nahrungsaufnahme führen, und Infektionen des Magen-Darm-Kanals (Gastroenteritis) spielen als Auslöser eine Rolle.

## Klinisches Bild
Die Magentympanie zeigt sich bei leichten Aufgasungen in verminderter Aktivität. Mit stärkerer Aufgasung kommt es zu Abgeschlagenheit (Apathie) und Bauchschmerzen, die sich in einem aufgekrümmten Rücken, einem gesträubten Fell und Zähneknirschen äußern. Der Bauchumfang nimmt zu. Vor allem der vordere Bauchbereich ist ballonartig aufgetrieben und führt beim Abklopfen zu einem typischen hohlen Schall. Durch die Beeinträchtigung von Atmung und Kreislauf tritt Atemnot und eventuell schließlich ein Schock ein.
Die Erkrankung ist meist bereits klinisch zu diagnostizieren. Eine Röntgenaufnahme ist zur Sicherung der Diagnose, insbesondere zur Abgrenzung von einer Magendrehung und einer Darmtympanie sinnvoll. Diese Erkrankungen können aufgrund ähnlicher verursachender Faktoren auch gleichzeitig vorkommen. Bei einer Magendrehung verlagert sich der Magen meist auf die rechte Seite, so dass eine Aufnahme von der Bauchseite her (v/d-Aufnahme) zur Differenzierung notwendig ist.

## Therapie
Eine leichtere Magentympanie kann mit Wirkstoffen, die die Magenmotorik fördern wie Metoclopramid und schaumbrechenden Mitteln wie Dimeticon behandelt werden. Eine vorsichtige Bauchmassage kann den Weitertransport des Nahrungsbreis und Gases fördern.
Bei schweren Verlaufsformen mit Allgemeinstörung ist die Gabe von Schmerzmitteln und Breitband-Antibiotika angezeigt. Über einen dünnen Schlauch, der über das Maul einführt wird, kann das Gas langsam abgelassen werden. Das zu weite Vorschieben des Schlauchs oder eine Punktion durch die Bauchwand sind kontraindiziert, da die dünne Magenwand schnell platzt.
Bei Schocksymptomen ist eine lebenserhaltende Notfalltherapie mit Kreislaufunterstützung (Infusion, Prednisolon) und Sauerstoffzufuhr angezeigt, bevor die eigentliche Behandlung der Tympanie erfolgen kann.
Nach der Primärbehandlung sind die auslösenden Faktoren zu ermitteln und gegebenenfalls Fütterungsfehler abzustellen. Die weitere Nahrungsaufnahme muss unter Umständen durch Zwangsfütterung gewährleistet werden.